# Katenspek

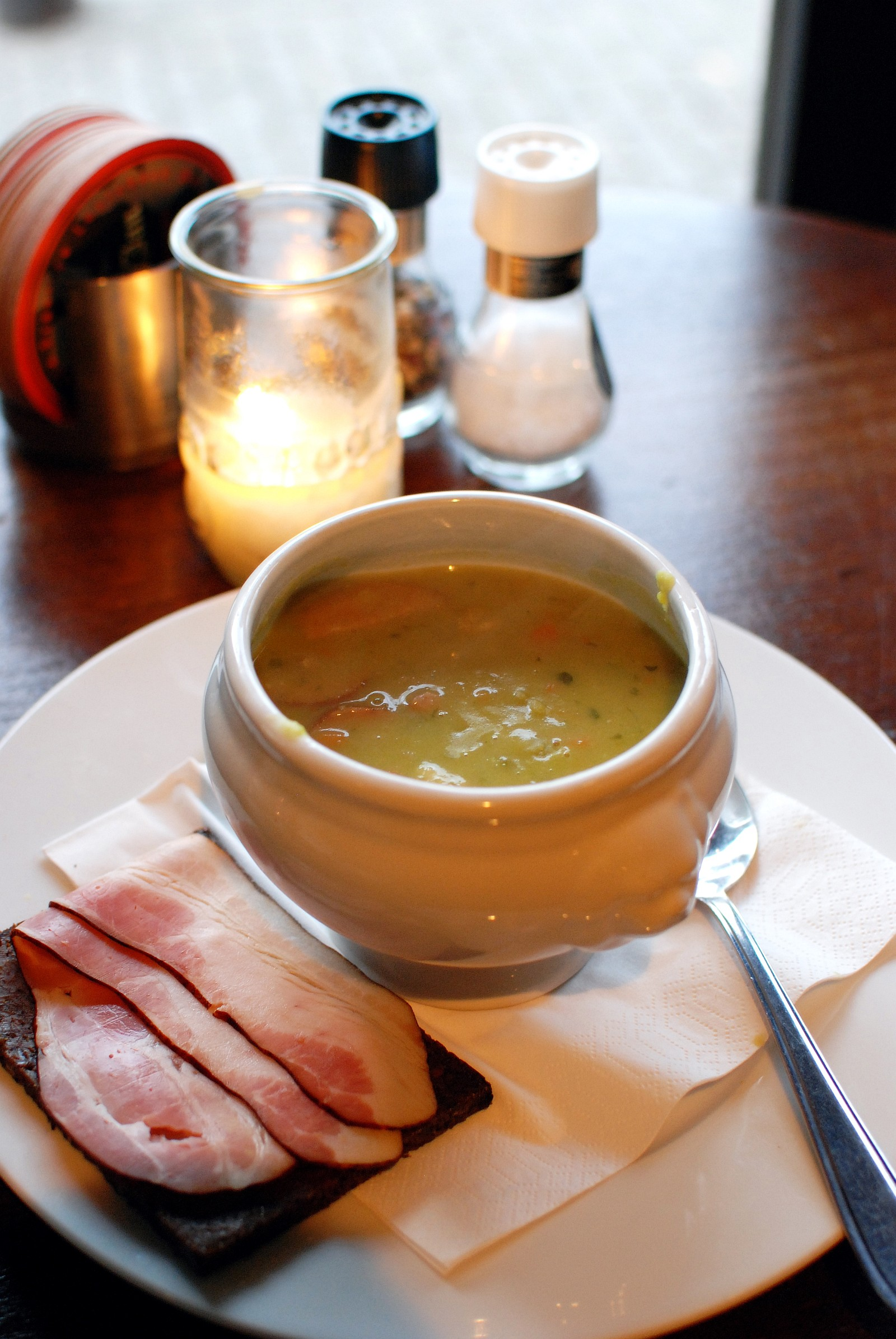
Erwtensoep met roggebrood en katenspek

Katenspek is gekookt en daarna gerookt doorregen spek uit de buikstreek van een varken.
De naam katenspek verwijst naar het huisje waarin het spek te drogen werd gehangen. Dit gebeurde met name in Duitsland. Het Duitse 'Kate' is de eenvoudige woning (hut, schuurtje, stulp) van een dagloner. Vergelijk ook met de Nederlandse woorden 'keet' (bouwkeet) en 'keute' (als in keuterboer). Dagloners konden zich de luxe van vers vlees zelden veroorloven. In hun stulp hing gerookt spek.